# St. Jacobi (Stendal)

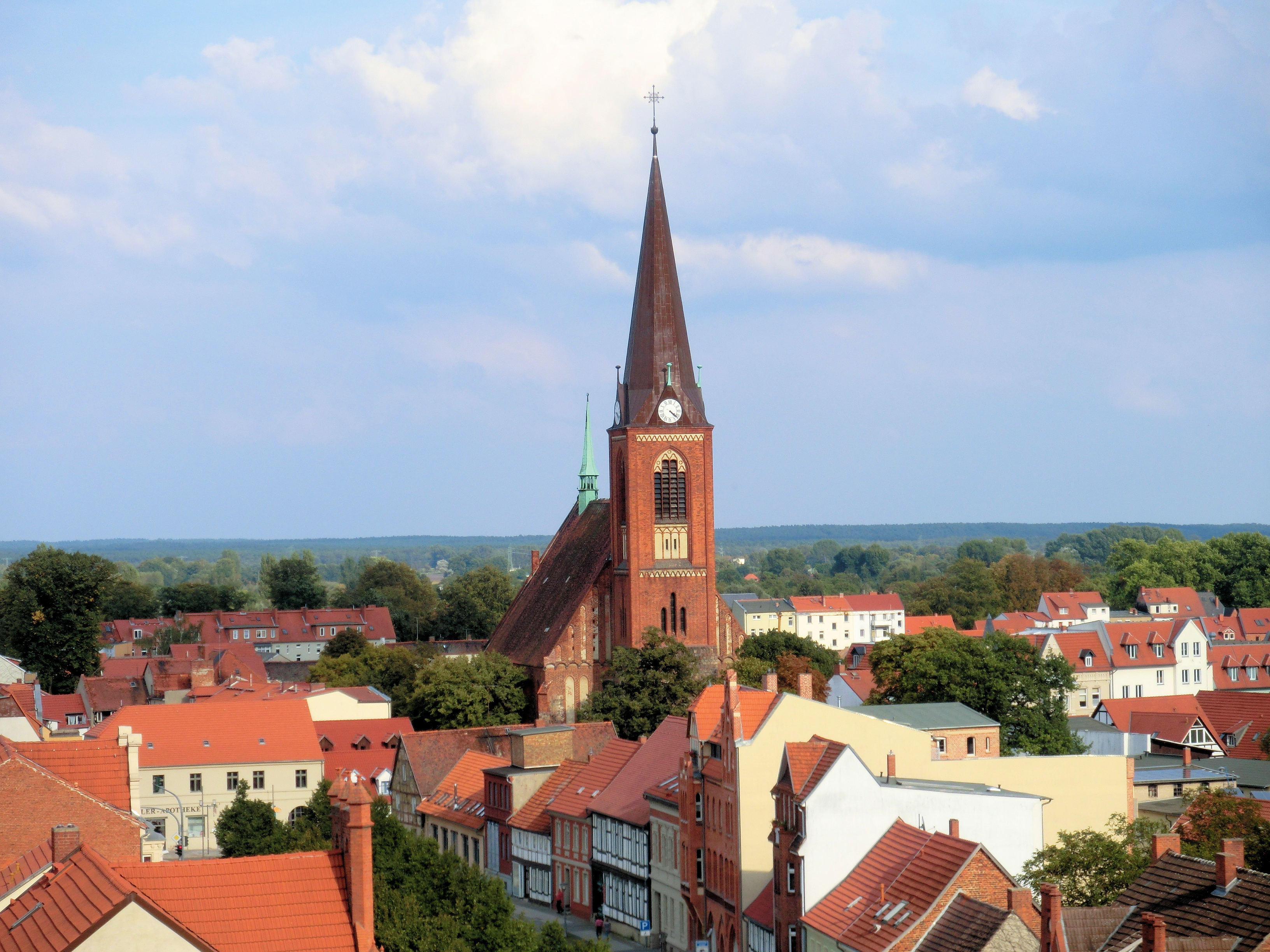
St. Jacobi (Stendal)

Die Kirche St. Jacobi in Stendal ist eine evangelische Stadtkirche im Stil der Backsteingotik. Sie gehört zum Kirchenkreis Stendal der Evangelischen Kirche in Mitteldeutschland und steht im nördlichen Teil der Stendaler Innenstadt.

## Geschichte und Architektur

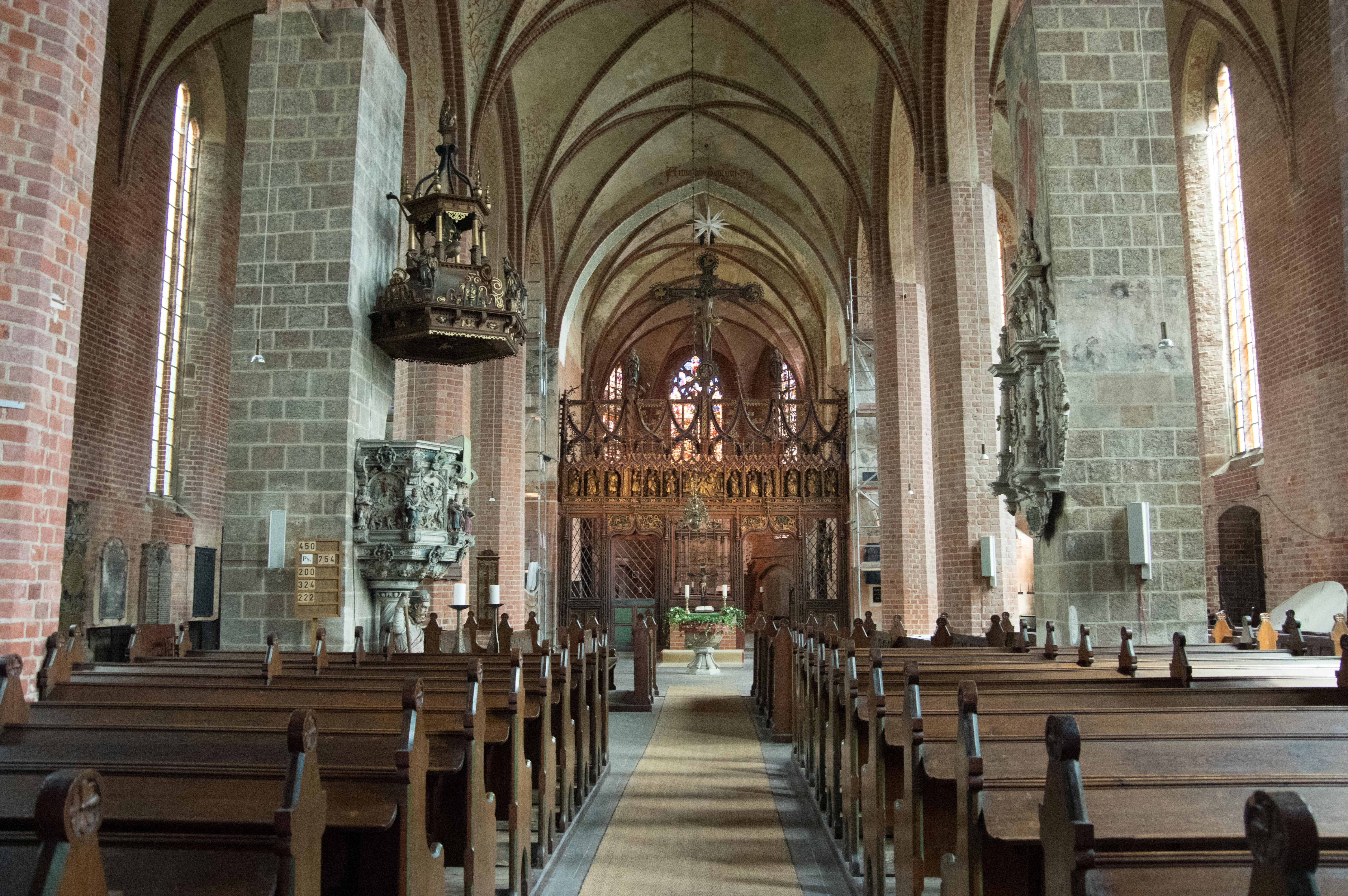
Innenansicht

St. Jacobi in Stendal wurde im 14. und 15. Jahrhundert als dreischiffige sechsjochige gotische Hallenkirche mit dreijochigem einschiffigem Chor erbaut. Der untere Teil ist aus Granitquadern ausgeführt, der obere Teil in Backstein. Der Chor schließt mit einem leicht unregelmäßigen fünfseitigen Polygon. Mehrere Bauabschnitte sind erkennbar. Der älteste Teil wurde 1311 oder 1340 (je nach Lesart der Inschrift der Bau- und Ablasstafel an der Südwand) begonnen und umfasst die drei östlichen Joche des Hauptschiffs. Danach wurde das Schiff mit dem 1347/1348 vollendeten Chor versehen und in der zweiten Hälfte des 14. Jahrhunderts nach Westen erweitert. Die Baunaht wird durch zwei Pfeiler aus Granitquadern markiert. Die übrigen Pfeiler sind gemauerte Achteckpfeiler aus Backstein, die abgetreppte Scheidbögen und die Kreuzrippengewölbe tragen. Hohe dreiteilige und vierteilige Fenster erhellen das Innere. Der ursprünglich romanische Turm wurde vom Vorgängerbau übernommen. Im Jahr 1808 stürzte dieser Turm ein und wurde von 1893 bis 1901 durch den heutigen Turm mit Spitzhelm ersetzt. Während dieser Baumaßnahme wurde auch das Innere der Kirche restauriert, wobei die Innenraumfarbigkeit materialgerecht erneuert, die Polychromie der Kanzel wiederhergestellt und anstelle der Orgel von 1583 eine neue Orgel mit einem Prospekt in Renaissanceformen eingebaut wurde.

## Ausstattung

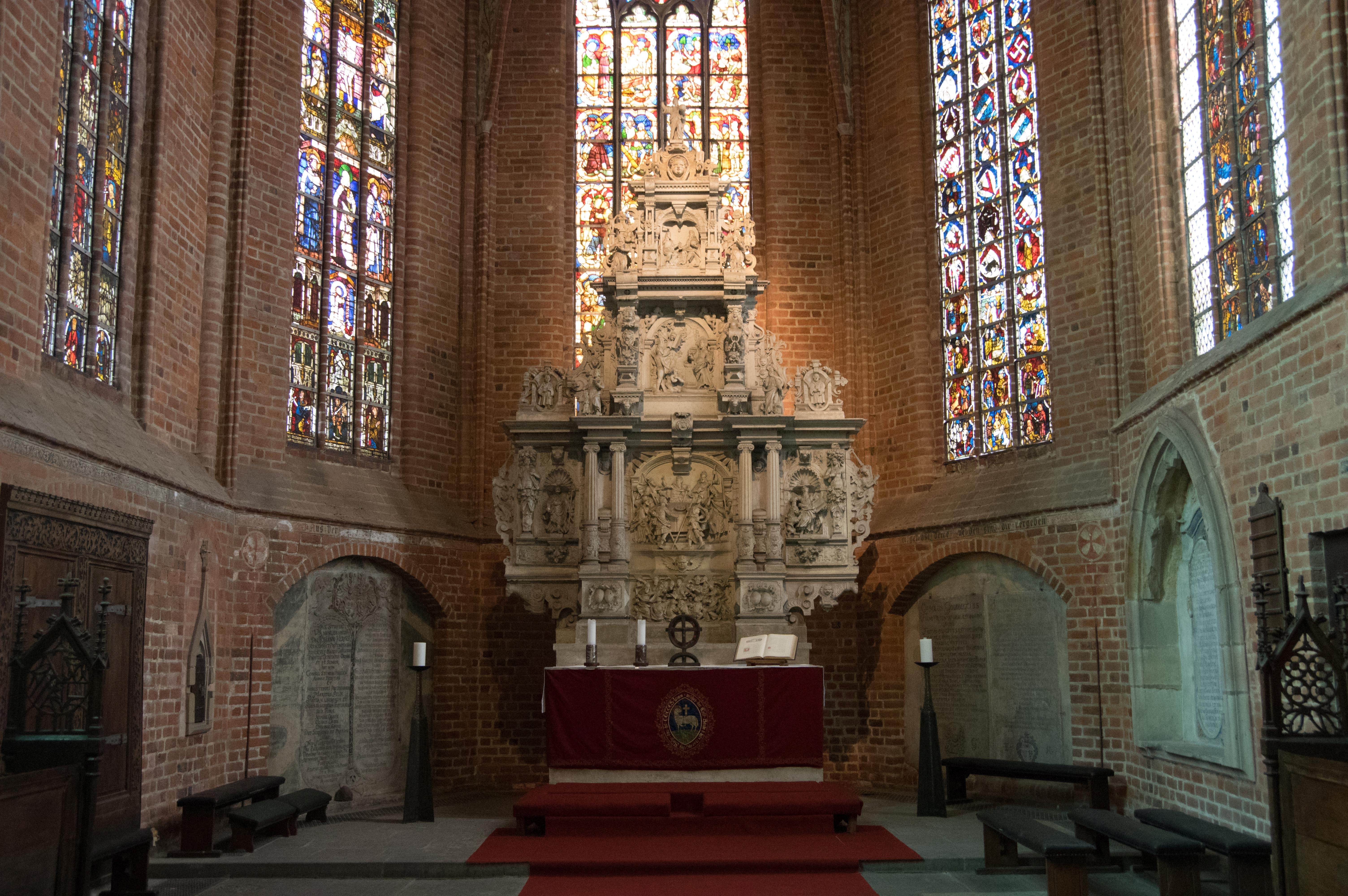
Altar

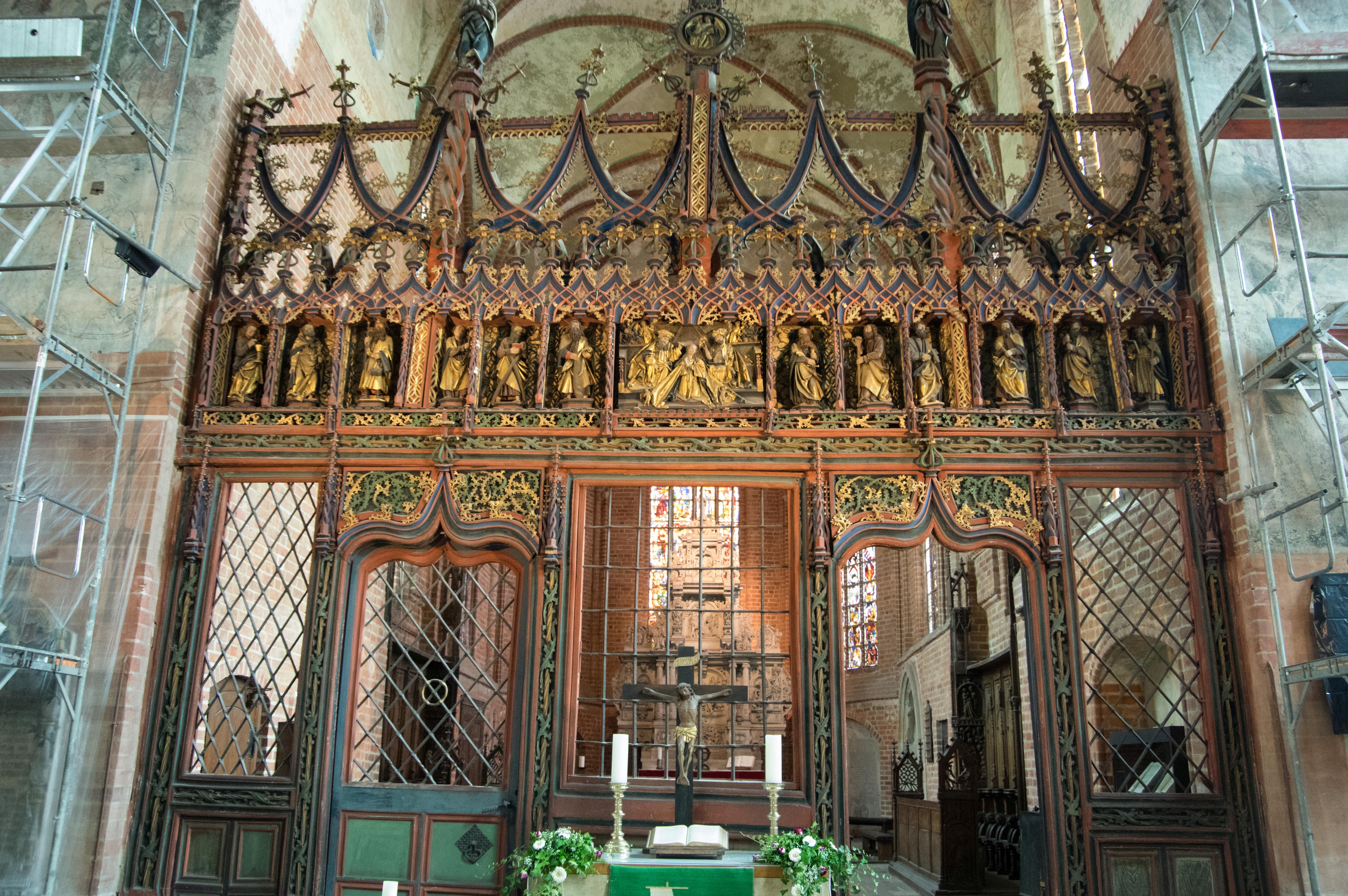
Chorschranke

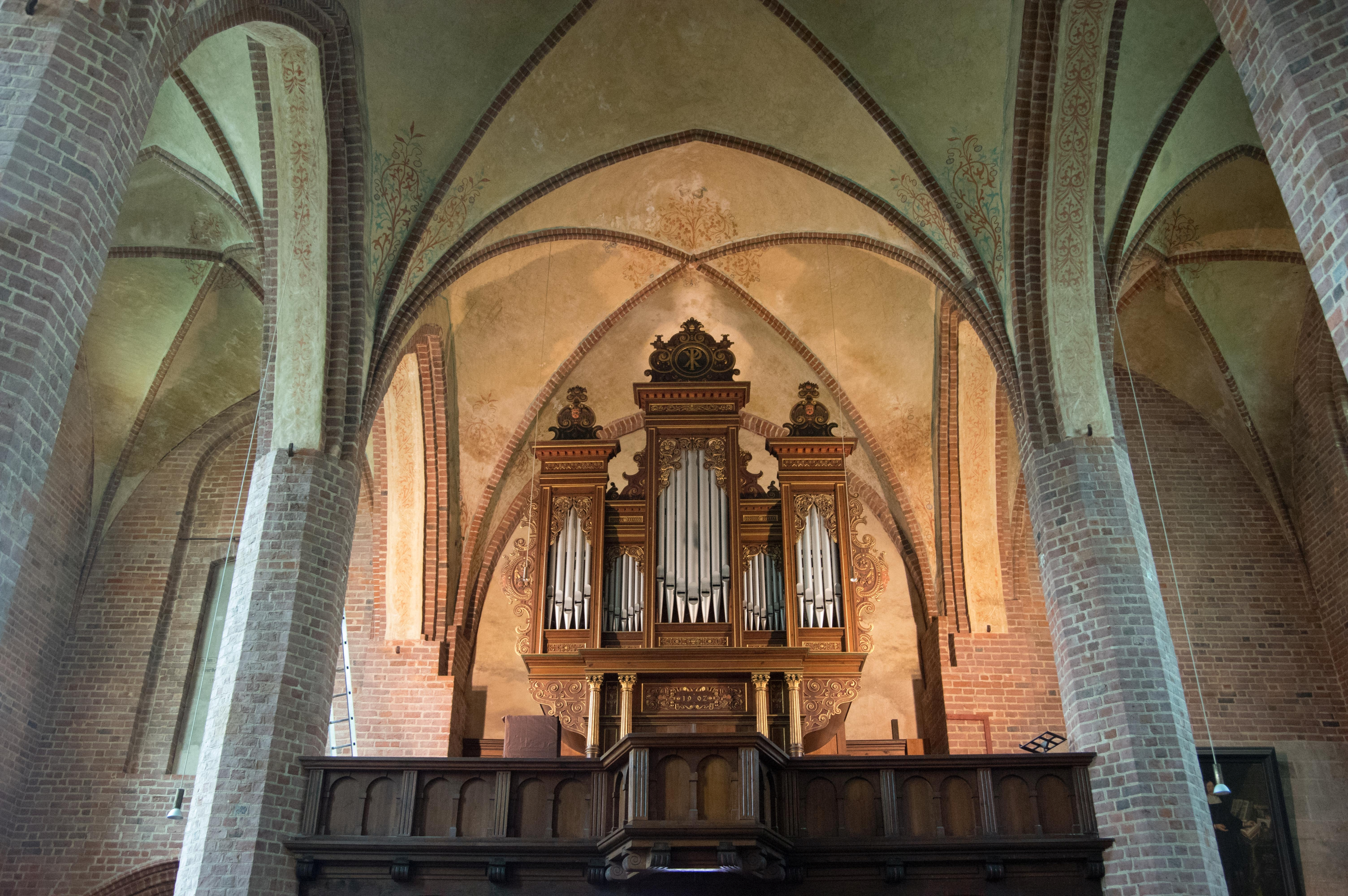
Orgel

Der Altar ist mit einem aufwändigen, vielfigurigen Altarretabel aus Sandstein versehen, das von 1600 bis 1603 von Hans Hacke angefertigt wurde. Dieses Retabel wird im Dehio-Handbuch als ein „Hauptwerk manieristischer Bildhauerkunst in Norddeutschland“ gewürdigt. Das Retabel wird durch eine dreiteilige Architektur mit drei Etagen gegliedert. Im mittleren Feld ist das Passahmahl dargestellt, darunter das Abendmahl. Die Seitenteile zeigen die Heiligen Hieronymus und Jakobus den Älteren. Im Aufsatz, der durch eine Salvatorfigur bekrönt wird, sind Christus als Erlöser und die Heilige Dreifaltigkeit abgebildet. Die ursprüngliche Bemalung ist nicht erhalten.
Die steinerne, bemalte Kanzel von 1612 ist ein Werk von Hans Hacke, dem auch der Altar zugeschrieben wird. Der Korb der Kanzel wird von einer Säule getragen, vor welcher der Heilige Jakobus abgebildet ist, die Relieffelder des Korbs und der Treppenbrüstung sind mit alt- und neutestamentlichen Szenen geschmückt. Der Schalldeckel wurde unter Verwendung alter Figuren im Jahr 1902 gefertigt. Der Taufstein wurde um 1560 aus Sandstein hergestellt. 
Der Chor wird durch eine um 1500 geschaffene spätgotische hölzerne Chorschranke mit eisernen Gittern, ähnlich derjenigen in St. Marien in Stendal, abgetrennt. Zwei Portale mit Kielbögen führen in den Chor, darüber sind 13 Figurennischen angeordnet, die mit Baldachinen bekrönt sind. Die Chorschranke wird nach oben durch ein ornamentales Gesprenge aus gekreuzten Kielbögen mit pflanzenhaft gebogenen Kreuzblumen abgeschlossen, in dem eine Triumphkreuzgruppe angebracht ist.
Im Chor sind sechs Fenster mit mittelalterlichen Glasmalereien des 14. und 15. Jahrhunderts erhalten. Als erhaltenes mittelalterliches Mobiliar bemerkenswert ist ein Gestühl von 1420/30, dessen Wangen mit einer Madonna und Szenen aus dem Alten Testament verziert sind. Eine gotische Sakramentsnische im Chor und Wandmalereien aus dem frühen 16. Jahrhundert vervollständigen die reiche mittelalterliche Ausstattung.
Die Orgel ist ein Werk der Stendaler Werkstatt Voigt mit 28 Registern auf zwei Manualen und Pedal, das zwischen 1898 und 1902 erbaut wurde.
Mehrere Epitaphien und Grabmale sind schließlich zu erwähnen. Dazu gehört das aufwändige Sandsteinepitaph für den Pastor Daniel Mahs († 1618) am Mittelpfeiler der Südarkaden und das Doppelepitaph für Johann Lüderitz († 1615) und seine Frau († 1598) an der Nordwand. Der gesamte Chorfußboden ist aus Grabplatten gebildet; darunter sind zahlreiche wertvolle Inschriftgrabsteine aus dem 18. Jahrhundert.

## Kirchhof und Außenwand

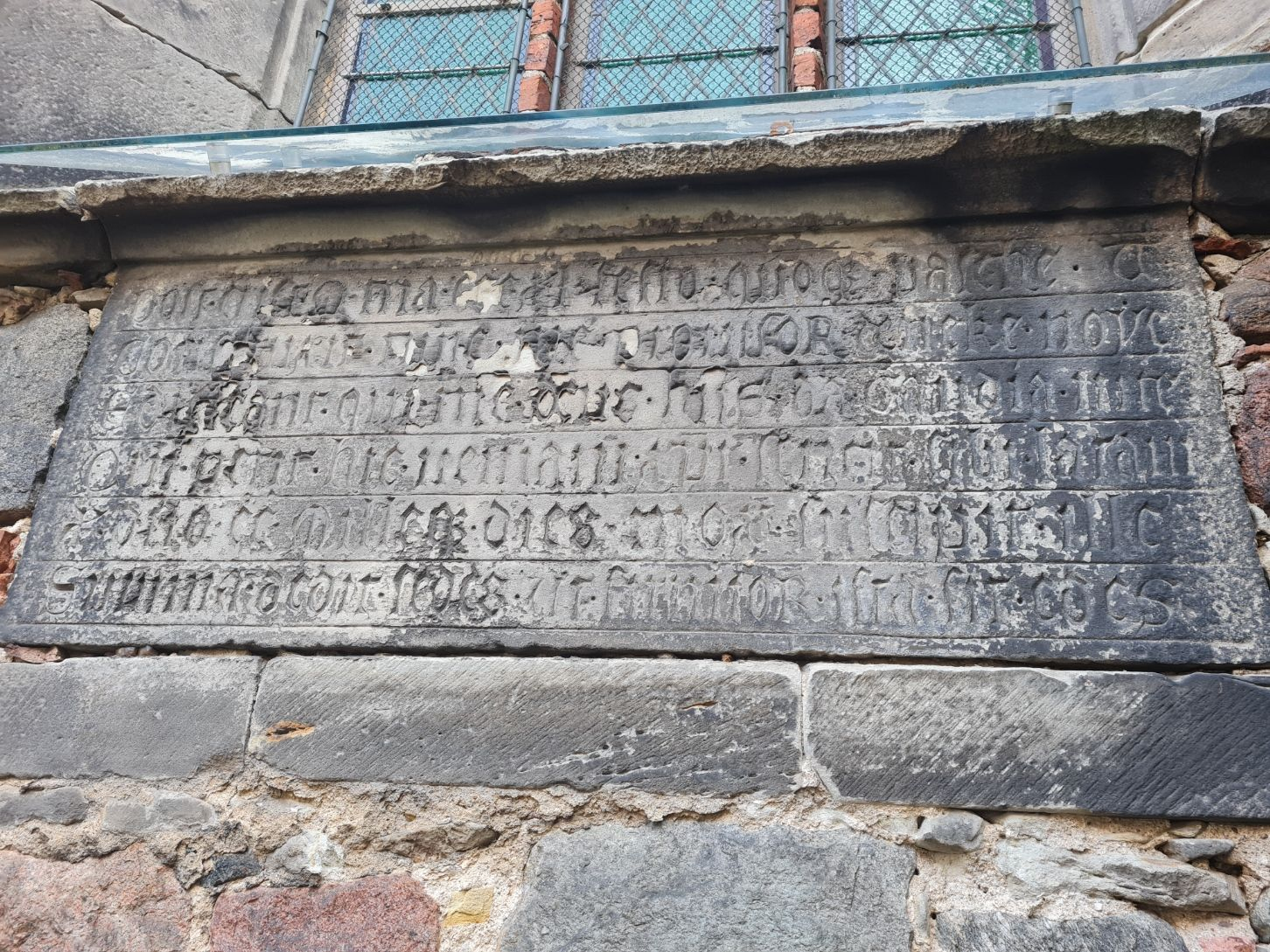
Sandsteintafel mit Inschrift

Im dritten Joch der Südseite ist eine Sandsteintafel eingemauert mit einer Inschrift in vertieften gotischen Minuskeln in leoninischen Hexametern in lateinischer Sprache. Der Text beginnt mit: „Post • Crist  • M  • tria  • DCCCXL • festo“.
Übersetzung der Inschrift: „Am Osterfest 1340 nach Christi Geburt hat mich der Provisor Deneke Noye errichtet. Gott schenke denen, die mich erbauen, die Freuden des (ewigen) Lebens. Wer hier Christi Vergebung sucht, findet sie bereit. 1210 Tage Ablass erhält er. Der höchste (päpstliche) Stuhl gab sie, damit der Bau dauerhafter sei.“
Bei der Sanierung des Jacobkirchhofs, die im Juli 2022 begann, wurden Reste eines etwa 500 Jahre alten Friedhofs gefunden. Archäologen vom Landesamt für Denkmalpflege und Archäologie Sachsen-Anhalt untersuchen die Funde. Die Kirchengemeinde plant, die Überreste der Verstorbenen mit einem Gedenkgottesdienst und einer Zeremonie auf dem Kirchengelände wieder in die Erde zu bringen.